# Spirits Having Flown Tour
Spirits Having Flown Tour  este fue el octavo concierto de los Bee Gees de su decimoquinto álbum de estudio Spirits Having Flown.

## Inicio

### 1978–1979: Grabaciones y publicación
En marzo de 1978, se inició las grabaciones del nuevo álbum de los Bee Gees, Spirits Having Flown, dedicado al género musical Disco, Soul y Pop. Luego se hizo público sobre este posible álbum nuevo del grupo de los Bee Gees (porque anteriormente en 1977 y 1978 en ningún momento se publicó un álbum), pero Barry Gibb dio a conocer que en sí, iba a ver un nuevo álbum (según para 1977), pero dicho álbum se descartó, porque seis de las canciones fueron a parar a la banda sonora de la película, Saturday Night Fever a petición de su mánager  Robert Stigwood. Luego el 24 de enero de 1979 se pública el álbum Spirits Having Flown.

#### Gira musical
En 1979, los Bee Gees para impulsar aún más su álbum Spirits Having Flown, se planeó una gira de concierto de este. El 28 de junio de 1979, el Tour dio inicio en Fort Worth, Texas, llegando a un total de 38 ciudades, pero el grupo no lo quiso alargar al Tour, luego en octubre de 1979 finaliza este concierto en Miami, Florida, este Tour se realizó solo en Norteamérica.
Era el verano de 1979, y la música disco se estaba apoderando del mundo, la banda sonora de Saturday Night Fever había sido nombrada Álbum del Año en los Premios Grammy, y al que los Bee Gees asistieron.

## Lista de canciones
1. "Tragedy"
2. "Edge of the Universe"
3. "Night Fever"
4. "Love So Right"
5. "Stayin' Alive"
6. "New York Mining Disaster 1941"
7. "Run to Me"
8. "Too Much Heaven"
9. "Holiday"
10. "I Can't See Nobody"
11. "Lonely Days"
12. "I Started a Joke"
13. "Massachusetts"
14. "How Can You Mend a Broken Heart"
15. "Nights on Broadway"
16. "To Love Somebody"
17. "Words"
18. "Wind of Change"
19. "How Deep Is Your Love"
20. "Jive Talkin'"
  - Otros:
21. "You Should Be Dancing"

## Lista de agrupación
- Barry Gibb - Voz principal, guitarra
- Robin Gibb - Voz
- Maurice Gibb - Voz de acompañamiento, guitarra
- Andy Gibb - Voz
- John Travolta - Voz
- Alan Kendall - Guitarra
- Joey Murcia - Guitarra
- Blue Weaver -  teclados
- George Bitzer - Teclados
- Harold Cowart - Bajo
- Dennis Bryon - Batería
- Joe Lala - Percusión
- Cuernos Boneroo - Trompetas, trombones, saxofones
- Sweet Inspirations - Respaldando vocalistas